# 6e Queens
Circonscription électorale provinciale du Canada
6e Queens était une circonscription électorale dans la province canadienne de l'Île-du-Prince-Édouard, qui élisait deux membres à l'Assemblée législative de l'Île-du-Prince-Édouard de 1966 à 1996.

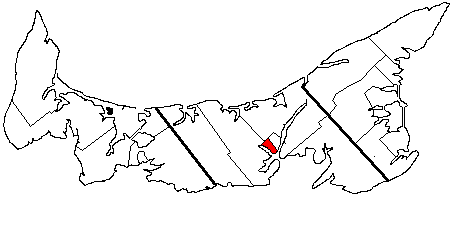
Carte démontrant la circonscription électorale de 6e Queens

Jusqu'en 1966, 5e Queens contenait toute la ville de Charlottetown. Pour l'élection générale provinciale de 1966, le district fut divisé et 6e Queens est devenu la partie ouest de la ville pour le restant de son existence. La partie est de Charlottetown est restée le 5e Queens.

## Membre de l'Assemblée législative

### Deux membres (député et conseiller) de 1966 à 1996

#### Député
|  | Années    | Membre              | Parti        |
|  | --------- | ------------------- | ------------ |
|  | 1966-1970 | David Stewart       | Conservateur |
|  | 1970-1978 | Allison MacDonald   | Libéral      |
|  | 1978-1982 | Barry Clark         | Conservateur |
|  | 1982-1993 | Joseph Atallah Ghiz | Libéral      |
|  | 1993-1996 | Jeannie Lea         | Libéral      |

#### Conseiller
|  | Années    | Membre               | Parti        |
|  | --------- | -------------------- | ------------ |
|  | 1966-1970 | Michael Alban Farmer | Conservateur |
|  | 1970-1979 | John H. Maloney      | Libéral      |
|  | 1979-1982 | Jim Larkin           | Conservateur |
|  | 1982-1996 | Paul Connolly        | Libéral      |